# Sophie Brocas
Pour les articles homonymes, voir Brocas.
Sophie Brocas, née le 3 juillet 1961 à Vieux-Boucau-les-Bains (Landes), est une écrivaine, journaliste et haut fonctionnaire française. Elle est préfète d'Eure-et-Loir de 2017 à 2019, puis préfète du Loiret depuis le 21 août 2023.

## Biographie

### Formation
Sophie Brocas suit des études de droit. Diplômée d'études supérieures spécialisées en science politique, elle intègre plus tard l'École nationale d'administration dans la promotion Nelson-Mandela (1999-2001). Elle fait son stage à la préfecture d'Eure-et-Loir.

### Carrière
Devenue journaliste, elle crée en 1984 sa propre entreprise de presse, qui produit des journaux internes pour des institutions. Mais, lasse de « gagner du fric », elle vend en 1999 son agence pour préparer l'ENA.
Sortie de l'ENA comme administratrice civile au ministère de l'Intérieur, elle a été conseillère du président du Sénat, Jean-Pierre Bel. Alors secrétaire générale de la préfecture de Paris, en 2016, elle se fait prendre à partie lors d'une réunion sur l'installation d'un centre pour sans domicile fixe.
Elle est  préfète d'Eure-et-Loir du 13 mars 2017 au 30 octobre 2019. Sophie Brocas est ensuite nommée conseillère spéciale d'Élisabeth Borne, ministre de la Transition écologique et Solidaire, à partir du 12 novembre 2019.
Le conseil des ministres du 28 octobre 2020 annonce qu'elle est nommée directrice générale des outre-mer, à compter du 16 novembre 2020.
En juillet 2023 est annoncée sa nomination comme préfète du Loiret et de la région Centre-Val de Loire, en remplacement de Régine Engström. Elle prend ses fonctions le 21 août 2023.

## Récompenses et distinctions

### Décorations
- Chevalière de la Légion d'honneur (2015[13])
- Officière de l'ordre national du Mérite (2021[14])
- Chevalière de l'ordre des Arts et des Lettres (2017[15])

## Ouvrages
- Guide pratique des fiches de données de sécurité, Paris, Édition et documentation industrielle, 1989, 308 p. (SUDOC 008847282).
- Le Cercle des femmes : roman, Paris, Julliard, 2014, 194 p. (ISBN 978-2-260-02200-8)[16].
- Camping-car : roman, Paris, Julliard, 2016, 228 p. (ISBN 978-2-260-02916-8)[17].
- Le Baiser : roman, Paris, Julliard, 2019, 300 p. (ISBN 978-2-260-03225-0 et 2-260-03225-7, lire en ligne)[18].
- La Sauvagine : roman, Paris, Mialet-Barrault, 2021, 192 p.  (ISBN 978-2-08-022007-3)